# Rete tranviaria di Tula
La rete tranviaria di Tula è la rete tranviaria che serve la città russa di Tula.